# 尾叶纤穗爵床
尾叶纤穗爵床（学名：Leptostachya caudatifolia）是爵床科纤穗爵床属的植物，是中国的特有植物。分布于中国大陆的广西等地，一般生于石灰岩山林下，目前尚未由人工引种栽培。